# Leptocythere elegans
Leptocythere elegans is een mosselkreeftjessoort uit de familie van de Leptocytheridae.